# Diafonéma
A nyelvészetben a diafonéma (ang. diaphoneme vagy diaphone) egy fonéma annak dialektusvariánsai (diafonikus variánsok vagy diafonikus allofónok) szemléletében, tulajdonképp egy fonéma nyelvjárás szerinti realizációja. Terrence Kaufman szerint olyan fonológiai kategória, ami egy nyelv dialektusainak fonémáinak statisztikailag jelentős hang-megfeleltetéseihez kapcsolódik Például az angol eye /aɪ/ szó kiejtése a BBC-angol és a standard amerikai dialektusban [aɪ̯] vagy [ʌɪ̯], skóciai angol nyelvjárásban [ae̯] vagy [əi̯], ausztrál angol kiejtés szerint [ɑɪ̯], az írországi angolban [ɔɪ̯], a dél-afrikai angolban egyetlen magánhangzóként ejtik [aː], a dél-amerikai angolban [aː] vagy [əi̯] a kiejtés.

## Jelölésük
Nincs egyezményes módszer a diafonémák jelölésére, ennek oka az is lehet, hogy definíciójuk nem egységes, hasznosságuk és használhatóságuk is vitatott a szakirodalomban.
Néhány gyakoribb jelölési forma az IPA segítségével jelöli a diafonémákat.
- dupla perjelekkel: //bɪt//[3]
- felkiáltójelekkel: !bɪt![4]
- függőleges vonalakkal: |bɪt|[5]
- kapcsos zárójelekkel: {b.ɪ.t}[6]
- fonéma alatti ponttal: /ˈgɪftə̣d/

## Fordítás
- Ez a szócikk részben vagy egészben a Diaphoneme című angol Wikipédia-szócikk ezen változatának fordításán alapul.  Az eredeti cikk szerkesztőit annak laptörténete sorolja fel. Ez a jelzés csupán a megfogalmazás eredetét és a szerzői jogokat jelzi, nem szolgál a cikkben szereplő információk forrásmegjelöléseként.

## Külső hivatkozások
- Idegennyelvőr: Nyelvjárások fonémikus átírása